# Eerste Slag bij het Schooneveld
De Eerste Slag bij het Schooneveld of de Eerste Slag op Schoneveld was een van de twee zeeslagen bij het Schooneveld tijdens de Derde Engels-Nederlandse Oorlog. De eerste slag, die voor de Nederlandse kust gevoerd werd, vond plaats op 7 juni 1673. De Frans-Engelse vloot onder leiding van Ruprecht van de Palts werd in de twee slagen door luitenant-admiraal-generaal Michiel de Ruyter verslagen. Deze overwinningen, samen met de Slag bij Kijkduin, behoedden de Republiek der Zeven Verenigde Nederlanden voor een Engels-Franse invasie.

## Achtergrond
De Hollandse Oorlog begon na herhaalde pogingen van Lodewijk XIV van Frankrijk om de Zuidelijke Nederlanden te annexeren, waarin hij gefrustreerd werd door politieke tegenwerking van de Republiek der Zeven Verenigde Nederlanden. In 1672 vielen troepen uit Frankrijk, Münster en Keulen de Republiek binnen over land, terwijl de Engelse marine Nederlandse schepen aanviel. De aanval over land liep uiteindelijk echter vast op de Hollandse Waterlinie, zodat er in 1673 een invasiepoging over zee ondernomen werd: een Engels-Franse vloot probeerde de Nederlandse vloot te verslaan om zo de weg vrij te maken voor een landingsmacht die gereedstond in Yarmouth. De Ruyter deed in mei eerst nog een poging om de Engelse marinebasis bij Chatham met zinkschepen te blokkeren, maar toen bleek dat die al uitgevaren was trok hij zich terug op een defensieve positie in het Schooneveld, een langwerpig bassin dat zich parallel aan de Zeeuwse kust van de monding van de Westerschelde richting Zuid-Holland uitstrekt; zo dekte hij de twee meest kwetsbare en voor de hand liggende doelwitten: Walcheren en Den Briel. Omdat de zeegeul in noordoostelijke richting steeds nauwer wordt, kon hij zich al naargelang de tactische situatie vereiste steeds verder in zijn "hol" (zoals de Engelsen het zelf al snel noemden) terugtrekken, zonder het gevaar te lopen door de numeriek sterkere vijandelijke vloot omsloten te worden.
De Nederlandse vloot was er diep van doordrongen dat het vaderland in het grootst mogelijke gevaar verkeerde en dat een nederlaag tot een catastrofe kon leiden; het moreel was echter hoog, gesterkt door een beroemde vlootorder van stadhouder Willem III van Oranje waarin hij beloning in het vooruitzicht stelde voor een ieder die zich dapper van zijn plicht kweet maar ook straf voor lafaards omdat dengene die zich lafhertig en anders als een braaf soldaat en zeeman voor den vyand zal draagen, niets zo gevaarlyk zal zyn als de havenen van den Staat, daar hy niet zal kunnen ontgaan, noch de straffe hand van de Justitie, nochte de vloek en de haat van zijn medeburgers.

## De Slag

### De vloten
Op 2 juni 1673 voer een gezamenlijke Engels-Franse vloot richting Zeeuwse kust met de bedoeling slag te leveren. Rupert had op zee de meerderheid; 86 tegen 64 schepen, 24.295 man tegen 14.762 en 4826 tegen 3157 kanonnen. De Nederlandse admiralen gaven de eigen vloot dan ook al snel de bijnaam het Klein Hoopken. De Nederlandse vloot was zo klein omdat de Friese Admiraliteit (nog) geen schepen kon leveren en de provincie Groningen werd aangevallen. Een storm zorgde ervoor dat de slag werd uitgesteld. Op 7 juni werd een nieuwe poging ondernomen bij een noordwestenwind.
Rupert beval de voorhoede, het middelste gedeelte van de vloot stond onder commando van de Fransman graaf Jean II d'Estrée en de achterhoede bestond uit viceadmiraal Edward Spragges squadron. De Nederlandse vloot stond onder commando van Michiel de Ruyter, die het centrum leidde, met als eskadercommandanten de luitenant-admiralen Cornelis Tromp, die de voorhoede leidde (hij was opnieuw tot de vloot toegelaten nadat hij zich met De Ruyter verzoend had), Adriaen Banckert, die de achterhoede leidde en Aert Jansse van Nes.

### Het gevecht
Rupert was ervan overtuigd dat de Nederlandse vloot zich zou terugtrekken naar Hellevoetsluis als hij aanviel, en zond dan dan ook een speciaal smaldeel van lichte fregatten, geselecteerd uit de drie eskaders, om deze vluchtroute van het noorden uit af te snijden over de Thorntonbank. De Nederlanders bleven echter gewoon liggen, wat Rupert dwong dit smaldeel weer terug te nemen. Op het moment dat zijn linie hierdoor in grote verwarring geraakte, zette de Nederlandse slaglinie zich toch in beweging maar tot verbazing van de Engelse bevelhebber juist recht in de richting van de Engels-Franse vloot. Rupert moest vervolgens wel meteen aanvallen, nog voor hij zijn vloot goed in formatie kon brengen, anders liep hij het gevaar de loef te verliezen.
De slag begon in de namorgen en duurde negen uur. Dankzij De Ruyters kennis van de precieze positie van de ondiepten wist hij te voorkomen dat de grotere vijandelijke vloot hem omvatte. Ruperts eerste contact was met de schepen van Cornelis Tromp. Beide voorhoedes voeren langzaam naar het noordoosten tot aan de Thortonbank. Doordat de Engelse voorhoede nog steeds in verwarring was kon Rupert niet opnieuw zijn fregatten uitzenden om Tromp te omsingelen, wat de beste manoeuvre zou zijn geweest. Ook werd niet gekozen voor een frontale aanval, ondanks het feit dat Rupert de loef had. Achteraf kreeg hij daarover veel kritiek te verduren en hij verdedigde zich door te stellen dat hij de zandbanken had willen vermijden — hij vreesde kennelijk dat zijn zwaardere schepen met hun diepgang vast zouden komen zitten waar de Nederlandse slaglinie wél kon opereren. Door gebruik te maken van de loefzijde (mogelijk doordat de Nederlandse schepen zelf in de lij lagen) hadden de Nederlandse kanonnen een groter bereik, en er werden veel geallieerde schepen van een afstandje beschadigd. Tromp zelf kon het echter weer niet laten wat directe scheepsduels aan te gaan met Ruperts Royal Charles en de Cambridge; zo versleet hij achter elkaar drie schepen: de Gouden Leeuw, de Prins te Paard en de Amsterdam om uiteindelijk zijn vlag te hijsen op de Komeetstar.
De Ruyter volgde Tromp eerst op nauwe afstand. Plotseling zag hij een gat vallen in het Franse eskader doordat een smaldeel zich op de achtertocht (zoals de achterhoede toen genoemd werd) onder Banckert richtte. Meteen liet hij zijn centrum overstag gaan in zuidwestelijke richting om door de vijandelijke kiellinie te breken, een zeer gewaagde manoeuvre waarmee Tromp van de rest van de Nederlandse vloot werd afgescheiden. De Fransen, zowel verschrikt dóór als verrukt óver wat ze zagen als een briljante tactische zet, boden nog een uur weerstand, maar toen ze te erg in de verdrukking dreigden te raken, namen ze de wijk naar het noordwesten. Ze hadden namelijk van Lodewijk XIV de strikte opdracht gekregen geen enkel schip te verliezen maar vooral veel ervaring op te doen. Ze trokken, dankbaar dat de grote meester De Ruyter hun persoonlijk een lesje had geleerd, zich terug uit het strijdtoneel om op veilige afstand toe te zien wat die verder zou gaan doen. De Ruyter zette nu zijn beweging voort in de richting van de zuidelijke zandbank, de gevaarlijke Raan, in de rug van de geallieerde achterhoede. De commandant daarvan, Spragge, begreep dat hij klem dreigde te komen zitten tussen het Nederlandse centrum en achterhoede. Hij beval zijn eigen smaldeel om ook overstag te gaan en vluchtte naar het westen om aan de dreigende omsingeling te ontsnappen. Daarna voer hij naar het noorden om zijn persoonlijke vijand Tromp te zoeken; hij wilde hem doden omdat Tromp Spragges vrouw, een dochter van de Vlaamse kaper Jacob Collaert, om haar afkomst zwaar had beledigd. Zo liet Spragge echter wel twee Engelse smaldelen, van Kempthorne en Ossorey, en een Frans, van de Grancey, aan hun lot over. In een verwarde toestand probeerden die een bocht naar links te maken om De Ruyter op te vangen. Banckert voer nu ook naar links achter De Ruyter aan.
De Ruyter bevond zich nu in een uitermate gunstige positie. Door zijn centrum en achterhoede te verenigen had hij een sterke strijdmacht tot zijn beschikking die de loef had ten opzichte van het restant van de geallieerde achterhoede. De vijandelijke vloot was verdeeld in vier onsamenhangende stukken die elkaar niet onderling meer konden ondersteunen. Hoewel hij op dat moment ernstige schade aan de Engels-Franse vloot had kunnen toebrengen, besloot De Ruyter, voorzichtig als altijd, om Tromp bij te staan, met de beroemde woorden: "'t Zwaarst moet het zwaarst wegen, 't is beter vrienden te helpen dan vijanden te deren". Hij liet zijn twee eskadrons weer overstag gaan, zodat Banckert nu voorop ging, en voer naar het noordoosten. De geallieerde achterhoede kon zo ontsnappen. Toen Tromp, ondertussen in zuidwestelijke richting opvarend, hem zag aankomen, riep hij: "Mannen, daar is Bestevaêr! Die komt ons helpen! Ik zal hem ook niet verlaten, zo lang als ik adem kan scheppen!" — een verwijzing naar de Tweedaagse Zeeslag van 1666, toen Tromp volgens De Ruyter hem wel degelijk in de steek gelaten had, wat Tromp toen zijn baan gekost had. Toen Banckert Tromp bereikte, gingen achterhoede en centrum opnieuw overstag zodat de hele Nederlandse vloot in perfecte kiellinie naar het zuidwesten voer. Rupert probeerde ook een correcte linie te formeren maar dat was nog niet zo makkelijk. De Fransen moesten weer ingevoegd worden, en tot zijn niet geringe verbijstering vlak naast hem ook nog Spragge. De wanorde bleef en werd nog vergroot doordat de Nederlanders herhaaldelijk door zijn linie braken. Tegen de avond kreeg hij in de gaten dat het moreel bedenkelijk begon te zakken. Hij vreesde dat elk moment een groepje schepen ervan door zou kunnen gaan. De Fransen zouden dan ongetwijfeld ook wijken met een massale vlucht tot gevolg, waarbij de zwaarst beschadigde schepen achterblijven zouden en door de vijand genomen worden. Hij besloot dit voor te zijn en beval de algehele aftocht naar het westen, die hij de hele nacht voortzette. Pas in de volgende morgen ontdekte hij tot zijn opluchting niet door de Nederlanders te worden achtervolgd.

## Nasleep
Twee Franse schepen gingen verloren, een Nederlands schip werd genomen, maar later heroverd. De Deventer zonk de volgende dag toen ze vastliep; men had nagelaten de onderste geschutspoorten afdoende te sluiten; het schip maakte slagzij en explodeerde toen. Verdere verliezen betroffen de gesneuvelde Nederlandse viceadmiraal Volckert Schram, alsmede schout-bij-nacht David Vlugh.
Een dag na de Slag schreef Cornelis Tromp aan zijn zuster:
Beminde Suster!
Gisteren hebben wij den dans aengegaen, en ben Godt zij gelooft gezondt, en hebben ons hart weer eens opgehaelt als Keuningen. Ik ben op mijn vierde schip, de Comeetstar, en meene vandaeg een braven dans te danssen. Wij krijgen de Fransen zoo aan 't loopen, dat sij de bramseyls en alles bijsetten, en soo het vandaeg soo voortgaet, soo hoop ik dat aller vrienden en ons gebedt verhoort sal sijn, en dat wij van de tyranny verlost zullen worden.
Adieu Couragie, 't Sal waerachtig wel gaen. 8 Juni 1673
Interessant is het uittreksel van het journaal van prins Rupert:
Om half zes wendde ik en liep bovenwinds dicht langs de Nederlandse vloot en ontving volle lagen van al mijn vrienden de Ruyter, Banckert en de meeste anderen, alleen gevolgd door de Cambridge die erg gehavend was. Toen wij daar voorbij waren was het zes uur en ontmoetten wij Tromp, die van schip had moeten wisselen. Het rode eskader kwam er aan, op grote afstand in loef van hen; indien zij waren afgekomen en mij een kans hadden gegeven stand te houden dan zou ik een volledige overwinning hebben behaald... Het bleek een heel ongeschikte plaats te zijn om te vechten met zoveel schepen; en in waarheid werd aan onze zijde zo slecht gevochten als ik ooit zag.
De slag wordt meestal beschouwd als een van de strategische meesterstukken van De Ruyter. Dit komt voornamelijk door de grote aandacht die het gevecht kreeg in de Franse literatuur; de op dat moment aan een grote opgang beginnende Franse marine zag de flexibiliteit van De Ruyter en het schijnbare gemak waarmee hij met de geallieerden speelde als idealen die de nieuwe generatie marineofficieren moesten worden voorgehouden. De Engelse literatuur probeerde het vernederende gebeuren daarentegen zo veel mogelijk te negeren, daarbij geholpen door het feit dat er geen schepen verloren gingen. Men zou bij het lezen van de Engelse beschrijvingen licht de foute indruk krijgen dat De Ruyters slechts een verdedigende houding aannam, gedekt door de zandbanken. In 1673 kon men natuurlijk nog niet om de feiten heen. Spragge, jaloers op zijn vroegere beschermheer, beschuldigde Rupert van lafheid en incompetentie: volgens hem was hij nog nooit in een gevecht geweest dat zo slecht geleid werd; Rupert wierp op zijn beurt Spragge het verwijt naar het hoofd van onverantwoordelijke insubordinatie. Beiden beschuldigden de Fransen van kwade trouw.
De onderlinge beschuldigingen verstoorden de verhoudingen binnen de geallieerde vloot sterk. Een week later vond de Tweede Slag bij het Schooneveld plaats. Dit was opnieuw een overwinning voor de Nederlanders.

## Gebruikte literatuur
- Atkinson, C.T. (1908): The Anglo-Dutch Wars, in The Cambridge Modern History, volume 5
- Mahan, A.T. (1890): The Influence of Sea Power Upon History, 1660–1783
- Rodger, N.A.M. (2004): The Command of the Ocean: A Naval History of Britain, 1649–1815, Penguin
- Vere, F. Met zout in hun bloed
- Vonk, P.G. De "Victorieuze" Zeeslag op Schoneveld: het hol van de Ruyter
- Warnsinck, J.C.M. (1930): Admiraal de Ruyter, de zeeslag op Schooneveld Juni 1673, ‘s-Gravenhage